# Mohammad Mokhber
Mohammad Mokhber Dezfuli (perzsa: محمد مخبر دزفولی) (Dezful, 1955. június 26. –) iráni politikus, aki 2021 augusztusában Irán 7., jelenleg első alelnöke. 2024. május 20.-al , Irán ideiglenes elnöke. 
Korábban a Khomeini Imám Rendjének Végrehajtása (KIRV) vezetője, a Sina Bank igazgatótanácsának elnöke és Huzesztán tartomány kormányzóhelyettese volt. Az iráni Dezfulban született.

## Tanulmányai
Mohammad Mokhber 2 doktori címmel rendelkezik, amelyek a következőkből állnak: doktori tudományos dolgozat (és MA) a „nemzetközi jogok” szakán; emellett a menedzsment szakon is rendelkezik doktori címmel. A doktori mellett Mokhber a menedzsment szakon is rendelkezik MA diplomával.

## Szankció
2010 júliusában az Európai Unió felvette Mohammad Mokhbert, a Setad (Imam Khomeini parancsának végrehajtása) elnökét azon személyek és szervezetek listájára, akiket „nukleáris vagy ballisztikus rakétákkal kapcsolatos tevékenységekkel” kapcsolatos állítólagos érintettség miatt szankciókkal sújtott. Két év elteltével levették Mokhbert az említett listáról.

## Fordítás
Ez a szócikk részben vagy egészben  a   Mohammad Mokhber című angol Wikipédia-szócikk fordításán alapul.  Az eredeti cikk szerkesztőit annak laptörténete sorolja fel. Ez a jelzés csupán a megfogalmazás eredetét és a szerzői jogokat jelzi, nem szolgál a cikkben szereplő információk forrásmegjelöléseként.